# Leucosticte brandti
Leucosticte brandti là một loài chim trong họ Fringillidae.